# Canton de Tinchebray
Le canton de Tinchebray est une ancienne division administrative française située dans le département de l'Orne et la région Normandie.

## Géographie
Ce canton était organisé autour de Tinchebray dans l'arrondissement d'Argentan. Son altitude variait de 106 m (Saint-Pierre-d'Entremont) à 367 m (Saint-Christophe-de-Chaulieu) pour une altitude moyenne de 242 m.

## Représentation

### Conseillers d'arrondissement (de 1833 à 1940)
Le canton de Tinchebray appartenait à l'arrondissement de Domfront jusqu'à sa disparition en 1926.
| Période                                                                               | Période      | Identité                            | Étiquette   | Qualité |
| ------------------------------------------------------------------------------------- | ------------ | ----------------------------------- | ----------- | --- |
| 1833                                                                                  | 1837 (décès) | Théodore Julien Veniard (1796-1837) |             | Juge de paix à Tinchebray                                                                                   |
| 1837                                                                                  | 1845         | Jean Charles Lalouel (1788-1847)    |             | Maire de Tinchebray                                                                                         |
| 1845                                                                                  | 1852         | François Paul Pitot (1799-1877)     |             | Ancien notaire, propriétaire à Tinchebray                                                                   |
|                                                                                       |              |                                     |             | |
|                                                                                       | 1890         | M. Garnier du Bielt                 |             | Mis en état de liquidation judiciaire                                                                       |
| 1890                                                                                  |              | M. Coulombe                         | Républicain | Médecin |
|                                                                                       |              |                                     |             | |
| 1919                                                                                  | 1940         | Henri Anfray (1865-1941)            |             | Agriculteur, maire de Saint-Quentin-les-Chardonnets                                                         |
| 1940                                                                                  |              |                                     |             | Les conseils d'arrondissement ont été suspendus par la loi du 12 octobre 1940 et n'ont jamais été réactivés |
| Sources : Annuaire du département de l'Orne. Les données manquantes sont à compléter. |              |                                     |             | |

### Conseillers généraux de 1833 à 2015
| Période | Période      | Identité                                                         | Étiquette             | Qualité |
| ------- | ------------ | ---------------------------------------------------------------- | --------------------- | --- |
| 1833    | 1848         | Pierre Auguste Chancerel (1793-1855)                             |                       | Négociant marchand de fer, ancien juge au tribunal de commerce, ancien maire d'Yvrandes, président du conseil général                                                                                   |
| 1848    | 1852         | Vicomte Alphonse Joseph Antoine de Banville                      |                       | Avocat, maire de Tinchebray, propriétaire à Frênes |
| 1852    | 1870         | François Paul Pitot                                              |                       | Propriétaire du château et maire de Tinchebray, conseiller d'arrondissement |
| 1870    | 1917 (décès) | Vicomte Aymar Athanase de Banville (fils d'Alphonse de Banville) | Droite                | Photographe en Égypte, maire de Frênes |
| 1917    | 1919         | siège vacant                                                     |                       | |
| 1919    | 1931         | Vicomte Henri de Banville (fils d'Aymar de Banville)             | Droite                | Ancien officier de marine, propriétaire à Frênes |
| 1931    | 1940         | Louis Morel                                                      | RG                    | Agriculteur à Tinchebray, nommé membre de la Commission administrative départementale en 1941 |
|         |              |                                                                  |                       | |
| 1945    | 1972 (décès) | Pierre Lemarchand (1892-1972)                                    | DVD puis UNR puis DVD | Directeur d'une fabrique de quincaillerie, maire de Frênes |
| 1973    | 1995 (décès) | Hubert Bassot                                                    | RI puis UDF           | Économiste, député (1978-1981 et 1993-1995), maire de Tinchebray (1977-1995) |
| 1996    | 2004         | Sylvia Bassot (épouse du précédent)                              | UDF, puis UMP         | Députée (1996-2012) |
| 2004    | 2015         | Jérôme Nury                                                      | UDF puis UMP          | Cadre de la fonction publique, maire de Tinchebray (2008-2017), président de la communauté de communes du Pays de Tinchebray, vice-président du conseil général, élu en 2015 dans le canton de Domfront |

Le canton participe à l'élection du député de la troisième circonscription de l'Orne.

## Composition

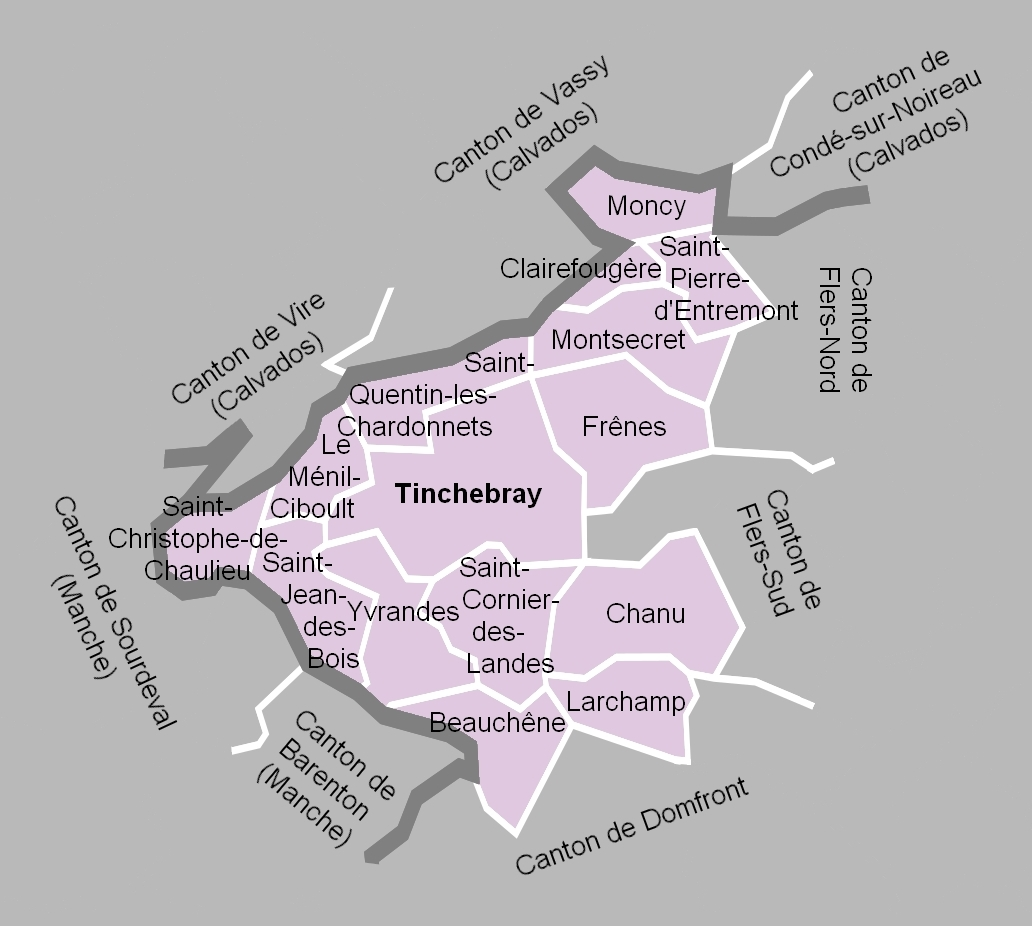
La carte des communes du canton. Les cantons limitrophes étaient ceux de Vire, de Vassy, de Condé-sur-Noireau, de Flers-Nord, de Flers-Sud, de Domfront, de Barenton et de Sourdeval.

Le canton de Tinchebray comptait 8 517 habitants en 2012 (population municipale) et regroupait huit communes :
- Chanu ;
- Le Ménil-Ciboult ;
- Moncy ;
- Montsecret-Clairefougère ;
- Saint-Christophe-de-Chaulieu ;
- Saint-Pierre-d'Entremont ;
- Saint-Quentin-les-Chardonnets ;
- Tinchebray-Bocage.

À la suite du redécoupage des cantons pour 2015, les communes de Chanu, Le Ménil-Ciboult, Montsecret-Clairefougère, Saint-Christophe-de-Chaulieu, Saint-Quentin-les-Chardonnets et Tinchebray-Bocage sont rattachées au canton de Domfront et les communes de Moncy et Saint-Pierre-d'Entremont à celui de celui de Flers-1.

### Anciennes communes
Les anciennes communes suivantes étaient incluses dans le canton de Tinchebray :
- Beauchêne, Frênes, Larchamp, Saint-Cornier-des-Landes, Saint-Jean-des-Bois, Tinchebray et Yvrandes, devenues communes déléguées de la commune nouvelle de Tinchebray-Bocage le 1er janvier 2015.
- Clairefougère et Montsecret, devenues communes déléguées de la commune nouvelle de Montsecret-Clairefougère le 1er janvier 2015.

## Démographie
| 1962  | 1968  | 1975  | 1982  | 1990  | 1999  | 2006  | 2011  | 2012  |
| ----- | ----- | ----- | ----- | ----- | ----- | ----- | ----- | ----- |
| 9 137 | 8 764 | 8 392 | 8 470 | 8 196 | 8 290 | 8 398 | 8 486 | 8 517 |